# Breitenheim
Breitenheim ist eine Ortsgemeinde im Landkreis Bad Kreuznach in Rheinland-Pfalz. Sie gehört der Verbandsgemeinde Nahe-Glan an.

## Geographie
Das Straßendorf liegt im Nordpfälzer Bergland in einem Seitental des Glan. Im Nordosten befindet sich Meisenheim, im Südosten Odenbach, im Westen Jeckenbach und nördlich liegt Desloch.
Zu Breitenheim gehört auch der Wohnplatz Lacher Hof.

### Klima
Der Jahresniederschlag beträgt 747 mm.

## Geschichte
1387 gehörte Breitenheim zur Grafschaft Veldenz. Ab 1444 gehörte es zu Pfalz-Zweibrücken. 1816 bis 1866 gehörte es zum Oberamt Meisenheim der Landgrafschaft Hessen-Homburg und kam mit diesem 1866 zu Preußen.
1997 wurde westlich von Breitenheim eine Villa rustica entdeckt, die Rückschlüsse auf römische Besiedlung in Breitenheim zulässt.

## Politik

### Bürgermeister
Ortsbürgermeister ist Michael Westenberger. Bei der Kommunalwahl am 26. Mai 2019 wurde er mit einem Stimmenanteil von 89,92 % gewählt und ist damit Nachfolger von Reiner Hill, der nicht mehr kandidiert hatte. Bei der Kommunalwahl am 9. Juni 2024 wurde er ohne Gegenkandidaten mit 92,5 % der Stimmen in seinem Amt bestätigt.

### Wappen
| Wappen von Breitenheim | Blasonierung: „Von Blau und Silber gespalten, vorn ein silbernes Liktorenbündel mit goldener Axt, hinten ein aufrechter blauer, rotbewehrter Löwe.“                                              |
| Wappen von Breitenheim | Wappenbegründung: Der blaue Löwe im Wappen verweist auf die ehemalige Zugehörigkeit zur Grafschaft Veldenz. Das silberne Liktorenbündel (Fascis) wurde in einem Grab aus der Römerzeit gefunden. |

## Verkehr
Im Osten verläuft die Bundesstraße 420. In Staudernheim ist ein Bahnhof der Nahetalbahn.

## Persönlichkeiten
- Helmut Hopstätter (1900–1978), Lehrer und Historiker